# 青森県立青森西高等学校
青森県立青森西高等学校（あおもりけんりつ あおもりにしこうとうがっこう）は、青森市新城にある県立高等学校。全日制普通科で形成されている。通称「西高（にしこう）」。青森市立新城小学校が隣接している。

## 設置学科
- 普通科

## 概要
昭和30年代頃、青森県立青森高等学校（旧制青森中学校と旧制青森高等女学校の合併で誕生）を再び男女別学に移行するかどうかという議論が挙がった。
結局、青森高校の女子定員を半減させ、新たに、県立の女子高校を青森市内に新設することが決まる（青森高校の年表などによると、分離独立という記述も見られる）。
以上のように、同校は女子校として発足したが、1996年度より男女共学となった。

## 沿革
- 1955年頃 - 青森高校を男女別学に戻すかどうかが議論される。
- 1963年4月1日 - 女子校として発足。
- 1993年4月 - 人文科開科
- 1996年4月1日 - 男女共学となる。
- 1998年12月 - 新校舎完成。
- 2010年4月 - 人文科募集停止
- 2012年3月 - 人文科閉科

## 部活動
- 運動部 
  - ハンドボール部、ソフトボール部、バドミントン部、バスケットボール部、陸上競技部、バレーボール部、テニス部、硬式野球部、サッカー部、ボート部、剣道部、弓道部、アーチェリー部、空手道部、卓球同好会
- 文化部
  - 華道部、合唱部、美術部、写真部、吹奏楽部、JRC部、茶道部、書道部、情報処理同好会、英語クラブ

## 交通

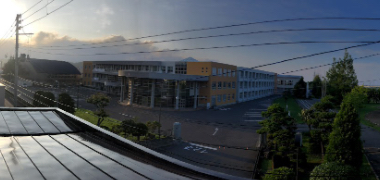
青森西高校正面パノラマ写真

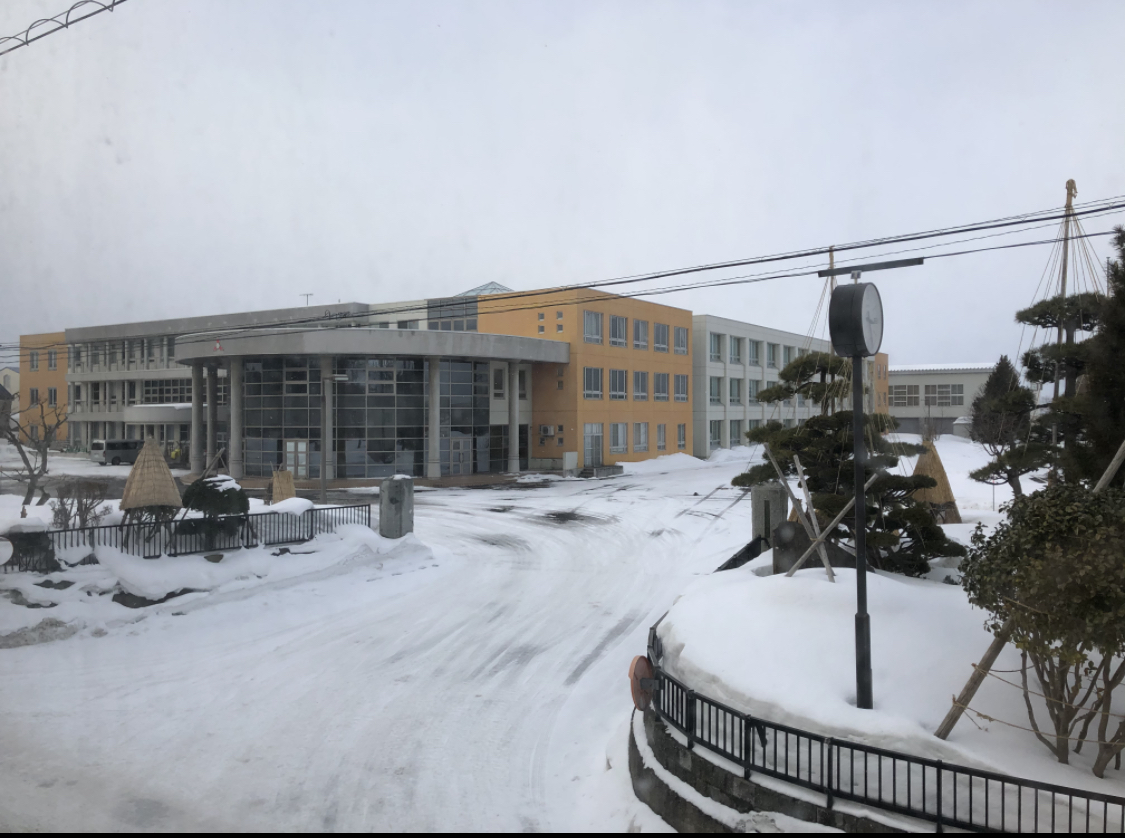
青森西高校正面

- 青森市営バス新城線・孫内線・浪岡線
  - 「西高校前」下車
- 弘南バス五所川原線・黒石線
  - 「西高校前」下車
- JR東日本東北新幹線・奥羽本線
  - 新青森駅、津軽新城駅下車

## 主な出身者
- 木野花 - 女優
- 張間陽子 - ラジオパーソナリティ、舞台役者、歌手

## 統合案
青森県教育委員会の県立高校再編の第2期実施計画案では2028年度末をもって青森県立浪岡高等学校と統合する案が出されている。